# اللغز الأنثوي
الغموض الأنثوي هو كتاب تم نشره في التاسع عشر من فبراير بعام 1963، وهذا من قبل «و.و. نورتون». تم تأليفه من قبل «بيتي فريدان» والتي هي مشهورة على نطاق واسع بكونها أول من أشعل شرارة الحركة النسوية الثانية في الولايات المتحدة الأمريكية.

في عام 1957، في التجمع السنوي رقم 15 لزملاء الكاتبة بجامعة «سميث»، طلبوا منها أن تقوم بعمل الدراسة الاستقصائية عليهنّ. ونتيجة لتلك الدراسة، وجدت الكاتبة أن الكثير منهن غير سعداء في حياتهن، وهذا يرجع لكونهن ربّات منزل، وهذا دفع الكاتبة لبدء رحلة البحث والدراسة الخاصة بكتاب الغموض الأنثوي. وبناء عليه قامت الكاتبة بعمل الكثير من اللقاءات الشخصية مع ربّات منزل من الضواحي، وهذا جنبًا إلى جنب مع البحث في مجالات علم النفس، المرئيات والمسموعات، وكذلك الدعايا والإعلان. في البداية كانت تُريد الكاتبة نشر مقالة عن الموضوع، وليس كتابًا كاملًا، لكن لم توجد أي مجلة تُريد نشر مقالتها.
وفي عام 1964، أصبح كتاب الغموض الأنثوي كتابًا ذا نسب مبيعات عالية جدًا، وتخطى عدد نسخه المُباعة في السوق العالمية حوالي مليون نسخة. في هذا الكتاب قامت الكاتبة بتحدي مُعتقد سائد بشدة في خمسينات القرن التاسع عشر والذي ينص على: «الإنجاز الأكبر للمرأة له تعريف واحدة فقط بالنسبة للمرأة الأمريكية بعد عام 1949، ألا وهو أن تصبح أمًا وربة منزل.»

## ملخص

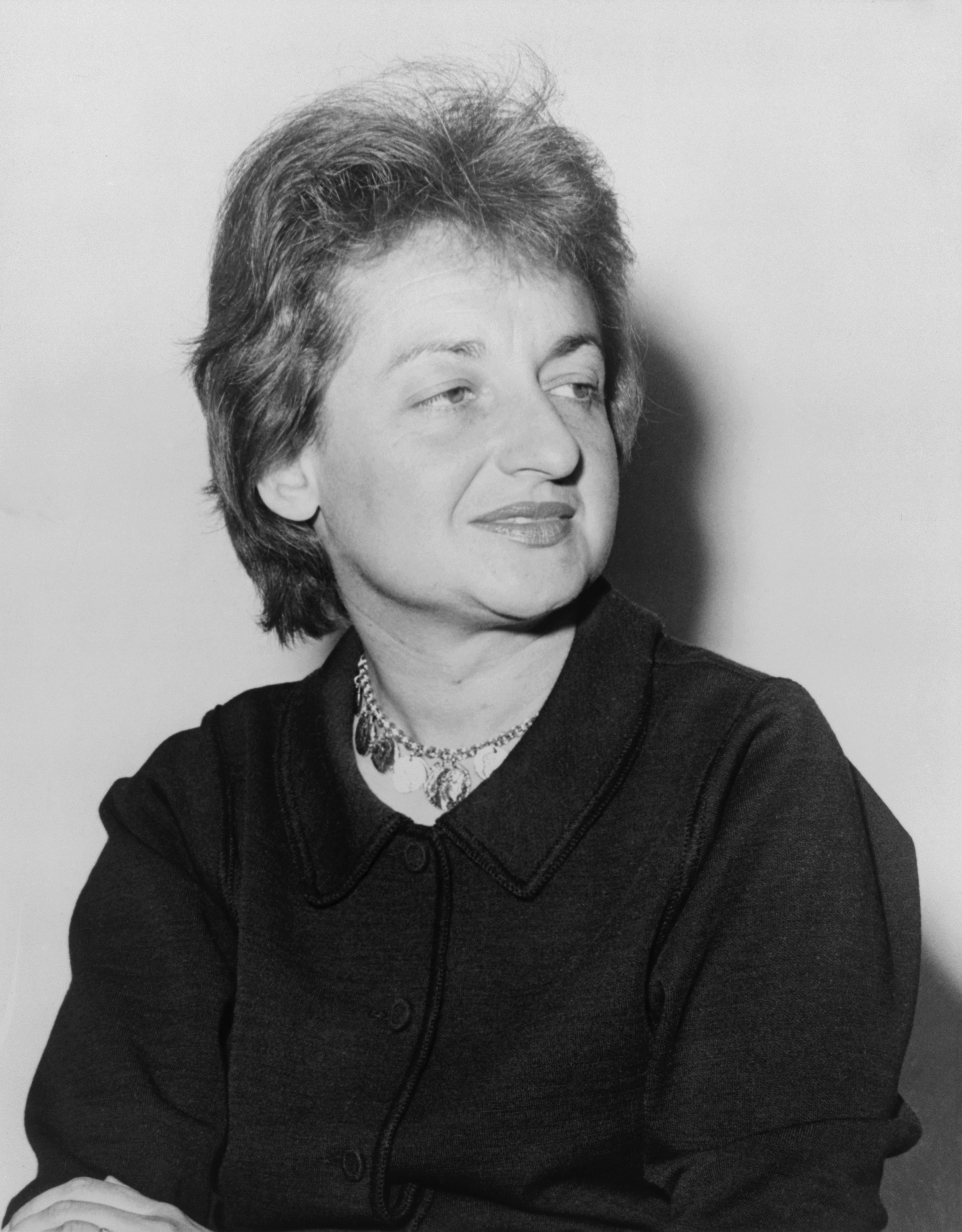
بيتي فريدان

كتاب الغموض الأنثوي يبدأ بمقدمة تعريفية من الكاتبة عن ما أسمته بـ«المشكلة التي لا اسم لها»، والتي تتحدث عن التعاسة الشديدة التي أصابت النساء في الفترة من خمسينات وحتى ستينات القرن العشرين. ناقشت فيها حالة العديد من النساء اللاتي يعشن في الولايات المتحدة الأمريكية وتكون حياتهن عبارة عن كونهن ربات منزل، وكنَّ يشعرن بالتعاسة بالرغم من أنهن متزوجات، ولديهن أطفال أيضًا. وهذا بالإضافة إلى أن الكاتبة وجهت أصابع الاتهام إلى مجلة المرأة ونظام التعليم الأنثوي والقائمين على الدعايا والإعلان في أنهم السبب في نشر تلك الصورة عن المرأة. الآثار السلبية التي نتجت عن تلك الصورة هي أنه تم حصر المرأة في الأدوار المنزلية فقط، وبناء عليه فقدت الكثير من النساء هوياتهن الفعلية في الحياة.
الفصل الأول: قالت فيه الكاتبة أن متوسط عمر الزواج لهو في انخفاض مستمر وحاد، نسبة دخول النساء إلى الجامعة تقل أيضًا، ومعدل المواليد للنساء زاد بشدة، خصوصًا في خمسينات القرن العشرين. وبينما ذلك يحدث، استمر الميل العام للنساء تجاه التعاسة على نطاق كبير، وأيضًا أصرت الثقافة الأمريكية على أن الرضا والإنجاز الأكبر في حياة المرأة يكون بالزواج وبكونها ربة منزل صالحة. وبالرغم من الوعي العام بتلك الحالة الشائعة من التعاسة الأنثوية، تم فهم المرأة التعيسة في خمسينات القرن العشرين على أنها حالة شاذة ومشكلتها مشكلة نادرًا ما تحدث ولا تُمثل القطاع الأكبر من النساء، ونادرًا ما تتحدث المرأة التعيسة عن تعاستها مع مرأة أخرى. وأشارت الكاتبة أيضًا على وجه التحديد أن «حداثة تلك المشكلة لا يمكن تفسيرها أو فهمها بمعايير تفسير وفهم المشكلات بالطريقة القديمة مثل الفقر، المرض، الجوع، والشعور بالبرد.» ببساطة هذا الفصل يقول بصريح العبارة: «لا يمكن بعد الآن أن نغض الطرف عن الصوت الثائر بداخل النساء والذي يقول: «أريد شيئًا أكبر من زوجي وأطفالي ومنزلي»».
الفصل الثاني: أشارت الكاتبة في هذا الفصل إلى أن الإجراءات التعديلية والتحريرية بالمجلات التي تتحدث عن المرأة يتم عملها في الأغلب عن طريق رجال، هؤلاء الرجال الذين أصروا على نشر مقالات تقول أن المرأة عبارة عن ربة منزل سعيدة، أو وصولية تعيسة. وبناء عليه خلقوا مصطلح (الغموض الأنثوي)، ذلك المصطلح الذي ينطوي على فكرة فحواها هو أن المرأة تقوم بتأدية دورها الطبيعي في الحياة عبر تكريس نفسها وحياتها من أجل أن تكون ربة منزل وأمًا لأطفال. وأشارت الكاتبة أيضًا في هذا الفصل إلى أن هذا المُعتقد يتعارض تمامًا مع مُعتقد ثلاثينات القرن العشرين، حيث في تلك الحقبة الزمنية تم تقديم المرأة على أنها بطلة مستقلة ولديها قدر كبير من الثقة بنفسها، كما أن كثيرًا من النساء في تلك الفترة كُنَّ يعملن في مجالات وظيفية عديدة بالفعل.
الفصل الثالث: تحكي الكاتبة في ذلك الفصل عن قرارها الخاص للتأكيد على توقعات المجتمع فعلًا عبر التخلي عن مجالها التخصصي المُبشر في علم النفس من أجل تربية أطفالها، وأشارت إلى أن العديد من النساء الصغيرات الآن تُعانين من مرحلة اتخاذ القرار من العدم. الكثير من النساء تركن المدرسة مبكرًا من أجل الزواج، وذلك بدافع الخوف من عدم جذب أزواج إليهن إذا أصبحت متعلمات بالقدر الكافي. وفي نهاية هذا الفصل تُناقش الكاتبة أيضًا قول بعض النظريين أنه يجب على الرجال أن يجدوا ذاتهم الحقيقية في الحياة، فبطبيعة الحال يجب على النساء أن يكنَّ مثلهم أليس كذلك؟. لكن الكاتبة تقول على لسان هؤلاء النظريين في الفصل «التشريح البيولوجي هو مصير المرأة»، أي أن مصير المرأة مُحدد بسبب جنسها البيولوجي البحت. تناقش الكاتبة في هذا الفصل أن المشكلة ترجع إلى أن النساء في حاجة للنضج والعثور على الهوية الذاتية. وقالت «أعتقد أن هذا شيء يتخطى حدود حياة المرأة، فأنا أرى أن هناك أزمة نامية وموجودة، وهي صعوبة تحوّل المرأة من حيّز عدم النضح الذي يُطلق عليه نسوية، إلى حيّز الحصول على هوية إنسانية كاملة.»

## روابط خارجية
- الغموض الأنثوي على موقع الموسوعة البريطانية (الإنجليزية)